# Else Roscher

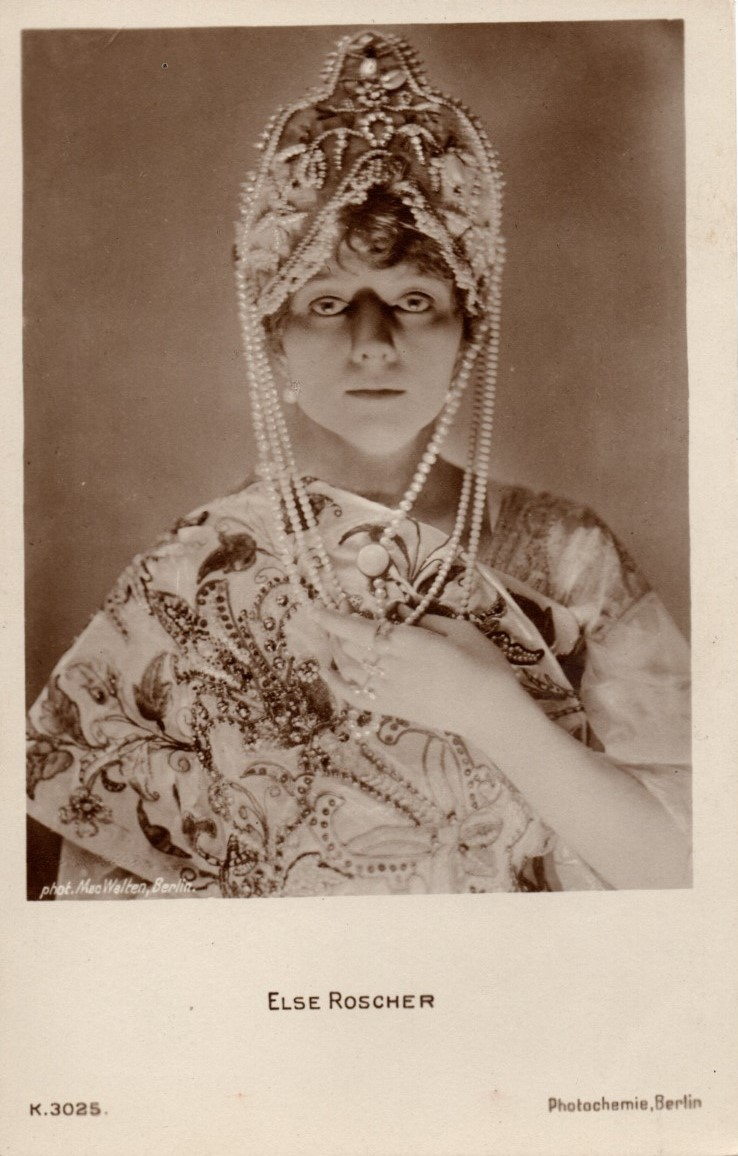
Else Roscher in einem Filmkostüm auf einer Fotografie von Mac Walten

Therese Margarethe Elsa Roscher (* 23. Juni 1890 in Pieschen; † 18. Januar 1953 in Berlin) war eine deutsche Schauspielerin und Drehbuchautorin der Stummfilmzeit.

## Filmografie
- 1914: Ein Frauenherz
- 1915: O diese Männer
- 1915: Über alles – das Recht
- 1916: Welker Lorbeer
- 1916: Die Töchter des Eichmeisters
- 1916: Art läßt nicht von Art
- 1916: Theophrastus Paracelsus
- 1916: Das rätselhafte Inserat
- 1916: Die Wunderlampe des Hradschin
- 1916: Die Glücksschmiede
- 1916: Der blonde Schofför (alternativ: Der blonde Chauffeur)
- 1916: Wenn die Liebe nicht wär’
- 1916: Der Handwerksbursche
- 1916: Im Dienste der Wissenschaft
- 1917: Das Defizit
- 1917: Die Frau mit den Karfunkelsteinen
- 1917: Der Günstling
- 1917: Walzernacht
- 1917: Zügelloses Blut
- 1917: Die Kassette
- 1917: Der Verräter
- 1918: Reichsgräfin Gisela (nach dem gleichnamigen Roman von E. Marlitt)
- 1918: Der Schlangenring
- 1919: Liebe, Haß und Geld
- 1919: Der Skandal im Viktoria-Club
- 1919: Der Kampf um die Ehe – 1. Teil: Wenn in der Ehe die Liebe stirbt
- 1919: Der Kampf um die Ehe – 2. Teil: Feindliche Gatten
- 1919: Tropengift
- 1919: Der Skandal im Viktoriaklub
- 1919: Frühlingsrausch
- 1919: Wenn junge Herzen brechen
- 1920: Hexengold
- 1920: Die Siegerin
- 1920: Des Toten Rache
- 1920: Dein ist mein Herz
- 1921: Opfer der Liebe
- 1921: Durch Liebe erlöst

## Drehbuch
- 1919: Frühlingsrausch
- 1919: Wenn junge Herzen brechen (alternativ: Frühlingsrausch [fraglich])[3]